# ریچارد پوئه
ریچارد پوئه (به انگلیسی: Richard Poe) (زاده ۲۵ ژانویه ۱۹۴۶) بازیگر آمریکایی است.

## فیلم‌شناسی
- اهداکننده
- متولد چهارم ژوئیه
- پیشتازان فضا: نسل بعدی
- بی‌کلام
- مصلح
- ترنس‌آمریکا
- مأمور تحویل